# Rewolucyjna Partia i Front Wyzwolenia
Rewolucyjna Partia i Front Wyzwolenia (tur. Devrimci Halk Kurtuluş Partisi-Cephesi, DHKP-C) – nielegalna turecka partia polityczna, określana jako organizacja terrorystyczna.

## Historia
Utworzona w 1994 roku w wyniku rozpadu Sił Lewicy Rewolucyjnej. Założycielem formacji był Dursun Karataş. Wielu prominentnych członków grupy żyje na emigracji w Europie Zachodniej.

## Wybrane ataki terrorystyczne przeprowadzone przez grupę
- 14 kwietnia 1995 roku bojówka partii przeprowadziła bezkrwawy atak bombowy na biuro Turkish Airlines w Wiedniu[2].

- 14 lipca 1995 roku bojownicy wtargnęli do wieży Galata w Stambule, gdzie wzięli 30 zakładników. Po negocjacjach wszyscy zakładnicy zostali zwolnieni[2].

- 6 października 1995 roku bojownicy przeprowadzili bezkrwawy atak konsulat turecki w Hamburgu[2].

- 30 lipca 1996 roku terroryści przeprowadzili zamach bombowy na meczet w Leverkusen w Niemczech[2].

- 14 sierpnia 1998 roku terroryści zdetonowali ładunek wybuchowy pod wydziałem literatury na Uniwersytecie w Stambule. W eksplozji ranne zostały cztery osoby, w tym jeden policjant[2].

- 19 września 1998 roku bojownicy ostrzelali komisariat policji w Stambule. W ataku wykorzystano broń przeciwpancerną[2].

- 13 kwietnia 1999 roku terroryści umieścili ładunek wybuchowy pod biurem prawicowej partii w Kağıthane. Funkcjonariusze policji zdołali rozbroić bombę[2].

Jeden z wariantów flagi używanej przez partię

- 4 czerwca 1999 roku dwóch członków partii zostało zabitych przez policje w trakcie nieudanej próby ataku na konsulat USA w Stambule[2].

- 3 stycznia 2001 roku w Stambule miejsce miał pierwszy zamach samobójczy przeprowadzony przez członka DHKP-C. W ataku zginęły dwie osoby[2].

- 1 kwietnia 2001 roku bojownicy zabili dwóch policjantów w Stambule[2].

- 10 września 2001 roku terrorysta-samobójca zdetonował na sobie ładunek wybuchowy nieopodal niemieckiego konsulatu w Stambule. W zamachu zginęły cztery osoby[2].

- 24 czerwca 2004 roku terrorysta zdetonował bombę w stambulskim autobusie. W ataku zginęły cztery osoby, a co najmniej piętnaście zostało rannych[2].

- 1 lipca 2005 roku ochroniarze zapobiegli zamachowi na biuro premiera Recepa Tayyipa Erdoğana. Terrorysta został zastrzelony przez policje podczas próby ucieczki[2].

- 11 września 2012 roku członek partii İbrahim Çuhadar przeprowadził atak bombowy na posterunek policji w Stambule[3].

- 1 lutego 2013 roku Ecevit Şanlı, zamachowiec-samobójca będący członkiem DHKP-C, dokonał ataku na ambasadę Stanów Zjednoczonych w Ankarze. Oprócz napastnika zginął amerykański ochroniarz[4][5].

- 21 września 2013 roku dwóch terrorystów wystrzeliło trzy pociski rakietowe w budynek Komendy Głównej Policji w Ankarze. Jeden z napastników – Muharrem Karataş został zabity w trakcie akcji policji, drugi – Serdar Polat został raniony i aresztowany. Karataş był poszukiwany przez policję w związku z wcześniejszym atakiem na biuro Partii Sprawiedliwości i Rozwoju[6].

- 6 stycznia 2015 roku terrorysta-samobójca zdetonował na sobie ładunek wybuchowy. W ataku zginęły dwie osoby, w tym policjant, jeden z funkcjonariuszy został ranny. Zamach miał miejsce w Stambule[7].

## Finansowanie i wsparcie zagraniczne
Przychody partii pochodzą z wymuszeń haraczy, napadów rabunkowych i z datków sympatyków z Europy Zachodniej.
Może posiadać biura i obozy szkoleniowe w Libanie i Syrii.

## Ideologia
Głosi poglądy marksistowsko-leninowskie. Jest antyzachodnia, wroga NATO, Izraelowi i Stanom Zjednoczonym. Wzywa do „wojny ludowej“ przeciwko państwu tureckiemu, które uznaje za zależne od zachodnich mocarstw. Głównym celem DHKP-C jest przekształcenie Turcji w państwo socjalistyczne.

## Jako organizacja terrorystyczna
Jest uznawana za organizację terrorystyczną przez Turcję, Unię Europejską, USA i Wielką Brytanię.